# Lâu đài ở Iłża

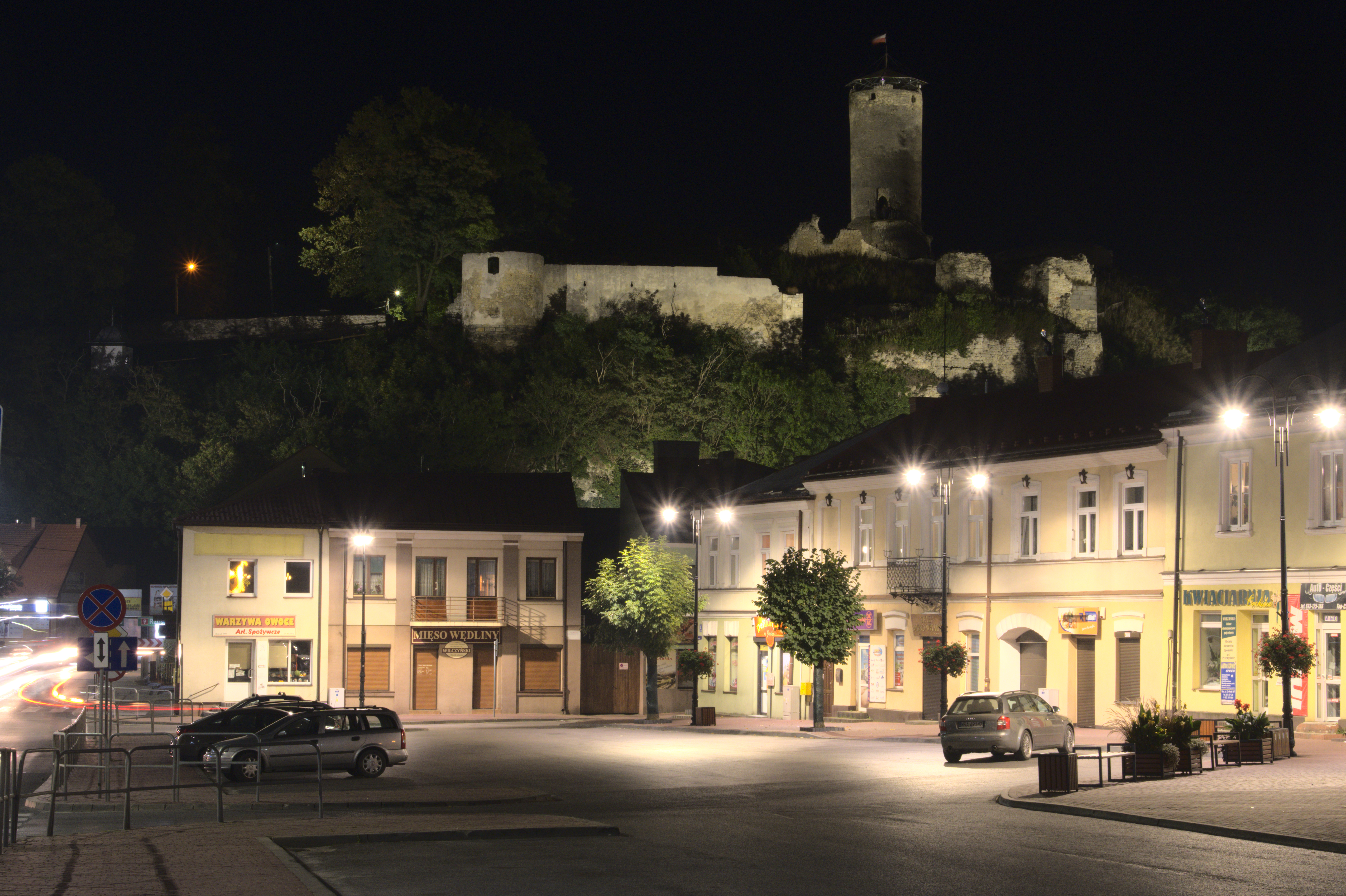
Tòa tháp nhìn từ xa vào ban đêm

Lâu đài ở Iłża (tiếng Ba Lan: Zamek w Iłży) là một lâu đài lịch sử mang phong cách Gothic-Phục hưng của các giám mục (hiện nay còn lại tàn tích), tọa lạc ở thị trấn Iłża, huyện Radomski, tỉnh Mazowieckie, Ba Lan. Công trình kiến trúc này có tên trong danh sách di tích.
Hiện nay, lâu đài ở ở Iłża đang được bảo tồn và cho phép công chúng tham quan. Các sự kiện lịch sử như giải đấu hiệp sĩ thường xuyên được tổ chức bên trong lâu đài. Một mái che hình chiếc ô trong suốt được đặt trên đỉnh tháp, có tác dụng bảo vệ tòa nhà khỏi nắng mưa. Vào ban đêm, những bóng đèn pha nằm dưới chân tháp chiếu sáng cả tòa tháp, trông rất huyền ảo.

## Lịch sử
| Mốc lịch sử | Mô tả |
| ----------- | --- |
| 1326-1347   | - Lâu đài được xây dựng theo sáng kiến của Giám mục Jan Grot. |
| Thế kỷ 15   | - Lâu đài có thể là nơi ở của Vua Władysław II Jagiełło và các thành viên hoàng gia. |
| Thế kỷ 16   | - Hai vị vua từng sống tại lâu đài là Alexander Jagiellon và Sigismund I. Sau đó, lâu đài được Giám mục Filip Padniewski xây dựng lại thành một dinh thự thời Phục hưng vào khoảng năm 1560. |
| Thế kỷ 17   | - Lâu đài được Giám mục Marcin Szyszkowski xây dựng lại. Các tòa nhà kiểu Gothic bị phá bỏ. Một lâu đài thấp hơn được xây dựng. - Vua Sigismund III Vasa ở lại trong lâu đài 3 ngày vào năm 1607. - Vua Władysław IV Vasa gặp vợ tương lai cũng tại nơi đây vào năm 1637. - Lâu đài bị quân Thụy Điển chiếm đóng và tàn phá vào năm 1655. Sau đó, lâu đài được trùng tu. |
| Thế kỷ 18   | - Việc cải tạo tiếp tục được Giám mục Kajetan Sołtyk thực hiện. Vào cuối thế kỷ 18, một trận hỏa hoạn đã thiêu rụi nhiều phần quan trọng của lâu đài. |
| Thế kỷ 19   | - Khu bất động sản và các tàn tích còn lại được Tadeusz Lubomirski mua lại và tặng cho một Hiệp hội Bảo vệ Di tích. Tuy nhiên, người dân địa phương vẫn tiếp tục lấy vật liệu xây dựng từ lâu đài. |
| Thế kỷ 20   | - Năm 1910, công trình này được kiến trúc sư Oskar Sosnowski trùng tu. Không may, trong hai lần diễn ra chiến tranh thế giới, lâu đài ở ở Iłża bị tàn phá nghiêm trọng. Đặc biệt, lâu đài bị một quả đạn pháo của Đức bắn trúng vào năm 1939. Sau năm 1970, một phần di tích được Giáo sư Stanisław Medeksza khôi phục.                                                  |
| Hiện nay    | - Nơi đây trở thành một trong những địa danh thu hút du khách ở địa phương. |